# Pandemia di COVID-19 in Oklahoma
Il primo caso della pandemia di COVID-19 in Oklahoma, negli Stati Uniti, è stato segnalato il 7 marzo 2020, con la prima morte confermata per COVID-19 avvenuta il 18 marzo. Il 17 dicembre le autorità sanitarie dell'Oklahoma hanno segnalato 2.975 nuovi casi di COVID-19, per un totale cumulativo di 248.204 casi dall'inizio della pandemia. Il bilancio delle vittime dello stato è aumentato a 2.144, con 16 nuovi decessi segnalati nelle 24 ore precedenti. Dall'inizio di giugno, la media mobile di sette giorni dei nuovi casi di COVID-19 in Oklahoma è aumentata di oltre 47 volte, da una media di 69 nuovi casi al giorno il 1º giugno a 3.250 casi al giorno il 17 dicembre. Nelle ultime due settimane i 4.827 casi di COVID-19 del 4 dicembre e i 54 decessi del 2 dicembre hanno stabilito nuovi record per un solo giorno per l'Oklahoma, tendenze osservate in molti altri stati degli Stati Uniti nell'ultimo mese.
Il 20 giugno 2020 il presidente Trump ha tenuto una manifestazione politica scarsamente frequentata a Tulsa. La maggior parte dei partecipanti alla manifestazione non indossava maschere, incluso Herman Cain, ex candidato alla presidenza e co-presidente di Black Voices for Trump. All'indomani della manifestazione sono stati segnalati diversi casi di COVID-19 tra il personale della campagna e gli agenti dei servizi segreti. Durante il periodo di 30 giorni immediatamente prima della manifestazione una media di 150 nuovi casi di COVID-19 sono stati segnalati al giorno in Oklahoma. Nei 30 giorni successivi al rally, il tasso di nuovi casi di COVID-19 in Oklahoma è più che triplicato, raggiungendo 513 casi al giorno. L'aumento è stato particolarmente grave nella contea di Tulsa, dove i funzionari della sanità pubblica locale ritengono che la manifestazione del presidente abbia causato un picco di casi nelle successive settimane. Circa una settimana dopo la manifestazione, a Herman Cain fu diagnosticata la COVID-19 e morì il 30 luglio.
Al 27 dicembre 2020, l'Oklahoma ha somministrato 29.725 dosi di vaccino COVID-19, pari allo 0,75% della popolazione.

## Cronologia

### Febbraio
A metà febbraio, un epidemiologo in servizio come direttore medico di un piccolo ospedale a Bristow, Oklahoma, si è preoccupato che i dati provenienti dalla Cina indicassero una possibile pandemia. Ha organizzato un team di risposta dei cittadini che comprendeva una catena telefonica, squadre di adolescenti e studenti universitari pronti a fornire cibo agli anziani e un programma di alimentazione scolastica per i bambini.

### Marzo
Il 7 marzo 2020, il primo caso COVID-19 è stato confermato in Oklahoma. Il paziente aveva circa 50 anni ed è rientrato dall'Italia il 23 febbraio. Ha iniziato a mostrare i sintomi il 29 febbraio.
L'11 marzo, Rudy Gobert, un centro per lo Utah Jazz, si è ammalato prima della partita in programma tra il Jazz e l'Oklahoma City Thunder a Oklahoma City. È stato portato in ospedale ed è risultato positivo al virus della COVID-19. La partita è stata sospesa e l'NBA ha sospeso la stagione quel giorno. L'intero team e il loro staff sono stati quindi testati, utilizzando 58 dei 100 test assegnati in Oklahoma per la giornata. Anche il compagno di squadra di Gobert, Donovan Mitchell, è risultato positivo. I giocatori e lo staff sono tornati nello Utah ei due test positivi non sono stati conteggiati nelle statistiche COVID-19 dell'Oklahoma.
Il 13 marzo si sono verificati 4 casi in Oklahoma, compreso il primo caso a Oklahoma City, una donna sulla sessantina recentemente tornata dalla Florida.
Il 19 marzo è stata confermata la prima morte di COVID-19 nello stato, il defunto era un uomo di 50 anni che viveva a Tulsa.

### Aprile

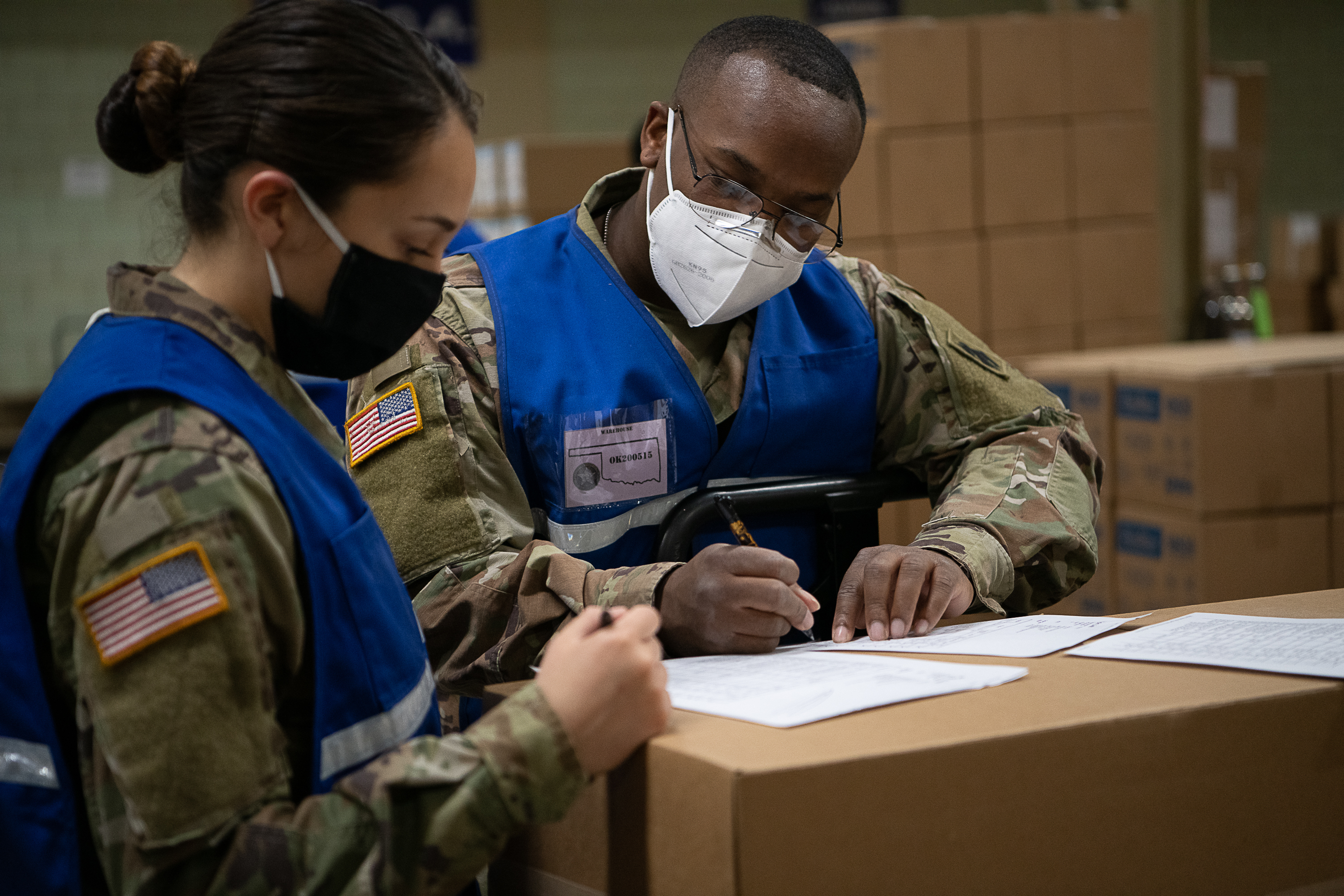
La Guardia Nazionale degli Stati Uniti confeziona un campione di saliva da un residente in una struttura sanitaria di Tulsa per campioni di possibile COVID-19, 5 maggio.

Il 1º aprile il numero di casi è salito a 719, con un incremento del 27%. La contea di Greer è stata aggiunta all'elenco delle contee con casi di COVID-19. Sette persone sono morte di COVID-19: 3 nella contea di Oklahoma e 1 a Greer, Kay, Mays e Osage, portando il bilancio delle vittime a 30. Nessun guarito è stato segnalato. Il 37% dei test effettuati ha dato esito positivo. Ora ci sono forniture sufficienti per 13.000 test, quindi il commissario per la salute Gary Cox e il governatore hanno esortato gli operatori sanitari ei centri di test a offrire test a chiunque abbia sintomi di COVID-19. Il governo dell'Oklahoma ha esteso l'ordine di sicurezza interna fino al 30 aprile; Questo vale per gli abitanti di Oklahoma di età pari o superiore a 65 anni, nonché per le persone con bassa immunità.
Il 2 aprile ci sono stati 879 casi confermati, con un aumento del 22%. Ci sono stati altri quattro decessi: un uomo nel gruppo di età 36-49 anni e 3 uomini nel gruppo di età 65+.